# Home (Martin Garrix)
Home è un singolo inciso dal DJ olandese Martin Garrix con la cantante svedese Bonn, pubblicato il 16 agosto 2019.

## Descrizione
Il brano, originariamente intitolato Take Me Home, segna come la terza collaborazione tra Garrix e Bonn, dopo High on Life e No Sleep.
È stato presentato in anteprima durante la sua performance al Tomorrowland 2019 nello Stmpd Stage. La settimana successiva durante la sua performance al Fuji Rock Festival in Giappone, presenta la versione ufficiale del brano. Pochi istanti dopo, una popolare fan page dedicata a Garrix ha condiviso una snippet della canzone registrata dallo stream di YouTube Music dell'evento, mentre Bonn ha pubblicato su Instagram un filmato della canzone e ha confermato l'uscita futura della loro terza collaborazione. Il 15 Agosto, Garrix ha pubblicato la cover su instagram, portando il messaggio "Tomorrow!"
Una settimana prima del rilascio, Garrix ha utilizzato il brano come intro allo Sziget Festival a Budapest, Ungheria.

## Video musicale
Il video è stato diffuso lo stesso giorno attraverso il canale YouTube di Martin Garrix . Si inizia con un giovane che si alza in un appartamento dove la sera precedente si è svolta una grande festa. L'uomo cambia per uscire e divertirsi in un casinò e poi in un pub. Gradualmente alcolizzato, inizia a vedere sfocato, poi litiga con un uomo della sicurezza e finisce in un'ambulanza. Ma lui scappa e va in un bar per incontrare un amico. Accompagnato dalla nuora, si reca poi in un albergo dove viene stordito e rapito. Alla fine, si sveglia e va in una foresta, dove scopre una casa dove sono i suoi amici.  Garrix ha osservato nella sua intervista per il quotidiano spagnolo La Vanguardia che il video non è un riflesso della sua vita. Ha detto: "Volevamo offrire qualcosa di diverso, ma non riflette la mia vita".

## Formazione
- Albin Nedler: testo e musica
- John Martin: testo e musica,
- Kristoffer Fogelmark: testo e musica, voce
- Martijn Garritsen: testo e musica, produzione
- Michel Zitron: testo e musica